# Wetterwandeck
Wetterwandeck är ett berg i Österrike, på gränsen till Tyskland.   Det ligger i förbundslandet Kärnten, i den västra delen av landet, 400 km väster om huvudstaden Wien. Toppen på Wetterwandeck är 2 698 meter över havet.
Terrängen runt Wetterwandeck är huvudsakligen bergig. Närmaste större samhälle är Telfs, 12,1 km sydost om Wetterwandeck. 
Trakten runt Wetterwandeck består i huvudsak av gräsmarker. Runt Wetterwandeck är det ganska tätbefolkat, med 80 invånare per kvadratkilometer.